# Диз, Адольфо
Адо́льфо Сеса́р Диз (исп. Adolfo César Diz, 12 мая 1931 — 12 октября 2008) — аргентинский экономист, президент Центрального банка Аргентинской Республики во время процесса национальной реорганизации (1976—1983 годы). Ранее занимал должность исполнительного директора Международного валютного фонда.

## Биография
Диз родился в Буэнос-Айресе в 1931 году. Друзья называли его «Баском», в связи с его баскским происхождение по материнской лини, Марии Элизы Аристизабаль (María Elisa Aristizabal Iparraguirre Lazaga y Gogorza). Он женился на Марте Е. Солари и у него было пятеро детей: Агустин, Хоакин, Диего, Родриго и Рамиро.
Диз получил степень бакалавра экономики в Университете Буэнос-Айреса. Затем он был принят в Чикагский университет, где он получил степень магистра в 1957 году и степень доктора экономических наук в 1966 году. Будучи учеником Милтона Фридмана, он был предшественником влиятельных чикаго-бойз в Латинской Америке. Он общался с другими выпускниками Чикагской школы, такими как Эрнесто Фонтейн, Роке Фернандес, Карлос Родригес, Фернандо де Сантибаньес, и другими известными аргентинскими экономистами, которых обучил Арнольд Харбергер.
С 1967 по 1968 год он был исполнительным директором Международного валютного фонда. Он был назначен финансовым представителем Аргентины в Европе (в Женеве) до 1973 года. В 1974 году был назначен директором Центра латиноамериканских монетарных исследований (CEMLA), учреждения, которое способствует лучшему пониманию вопросов денежно-кредитного и банковских вопросов в Латинской Америке и Карибском бассейне, а также соответствующих аспектов фискальной и валютной политики.

## Срок пребывания в Центральном банке
Начало процесса национальной реорганизации, последней аргентинской диктатуры, 24 марта 1976 года, привело к назначению Диза на пост президента Центрального банка Аргентины 2 апреля. Президенты Центрального банка в Аргентине подчиняются министру экономики, и Диз был рекомендован на этот пост новым министром экономики Хосе Мартинесом де Ос.
Центральный банк подписал ряд существенных изменений в политике за время его пребывания в должности.
Диз упростил множество валютных курсов, выпущенных после кризиса родригасо, в 1975 году, и деловые настроения восстановились на фоне роста экспорта, снижения инфляции и стабилизации песо.
Затем он провёл ряд мер по дерегулированию финансов. 1 июня 1977 года Центральным банком был принят Закон о финансовых организациях, который ввёл широкое регулирование финансовых рынков страны, включая коммерческие банки, запретив некоммерческую банковскую деятельность и установив минимальные требования к капиталу в размере 10 млн долл. США. Новые правила закрыли многочисленные аргентинские кредитные кооперативы и городские общественные банки. Но в 1979 году они получили разрешение от Диза на создание Credico-op Bank в 1979 году. Внутренний кредит также был заблокирован новой политикой, в частности Законом о денежном регулировании 1977 года, который повысил нормы обязательных резервов до 45 % депозитов, удвоив тем самым процентные ставки заемщиков, устраняя доходность по депозитам до востребования. ВВП, который вырос на 5 % на фоне улучшения деловых настроений, упал более чем на 3 % в течение года после того, как фиксированные инвестиции резко сократились.
Инвестиционный банк, в свою очередь, процветал под воздействием принципа невмешательства Центрального банка к ним, а также благодаря расширению системы страхования вкладов на высокодоходных счетах. Около 1979 года в Аргентине появилось множество экзотических инвестиционных инструментов, в то время как внешний долг частного финансового сектора превысил 30 миллиардов долларов США (треть ВВП). Диз реализовал ряд мер борьбы с инфляцией, обнародованных в конце 1978 году. Предварительно объявленная, постепенно уменьшающаяся девальвация песо стимулировала финансовый сектор, и экономика извлекала выгоду как от восстановления кредитного рынка, так и от снижения инфляции (которая замедлилась до половины уровня 1978 года). Однако непропорционально медленный подход к Ползучей привязке (Crawling peg) помог сделать песо одной из самых переоцененных валют в мире к 1980 году, а обвал BIR, банка с более высокой долей заемных средств, 28 марта вызвал волну бегства капитала, поскольку опасения неизбежного кризиса усилились.